# Jean-Baptiste Flavigny
Jean-Baptiste Flavigny (1732-1813) est un prêtre français, évêque constitutionnel du diocèse de Vesoul de 1791 à 1801.

## Biographie
Jean-Baptiste Flavigny est né à Vesoul le 20 février 1732.
Il est ordonné prêtre en 1759, pour le diocèse de Besançon. Quinze ans plus tard, en 1774, il est nommé curé de la paroisse Saint-Georges de Vesoul. 
Pendant la Révolution française, de 1791 à 1801, il est évêque constitutionnel du diocèse de Vesoul. Son église devient cathédrale pendant cette période.
Après la signature du concordat de 1801, Jean-Baptiste Flavigny redevient à partir de 1802 simple curé de la même paroisse Saint-Georges. Il meurt à Vesoul le 31 mars 1813.
Il est enterré dans l'Ancien cimetière de Vesoul.

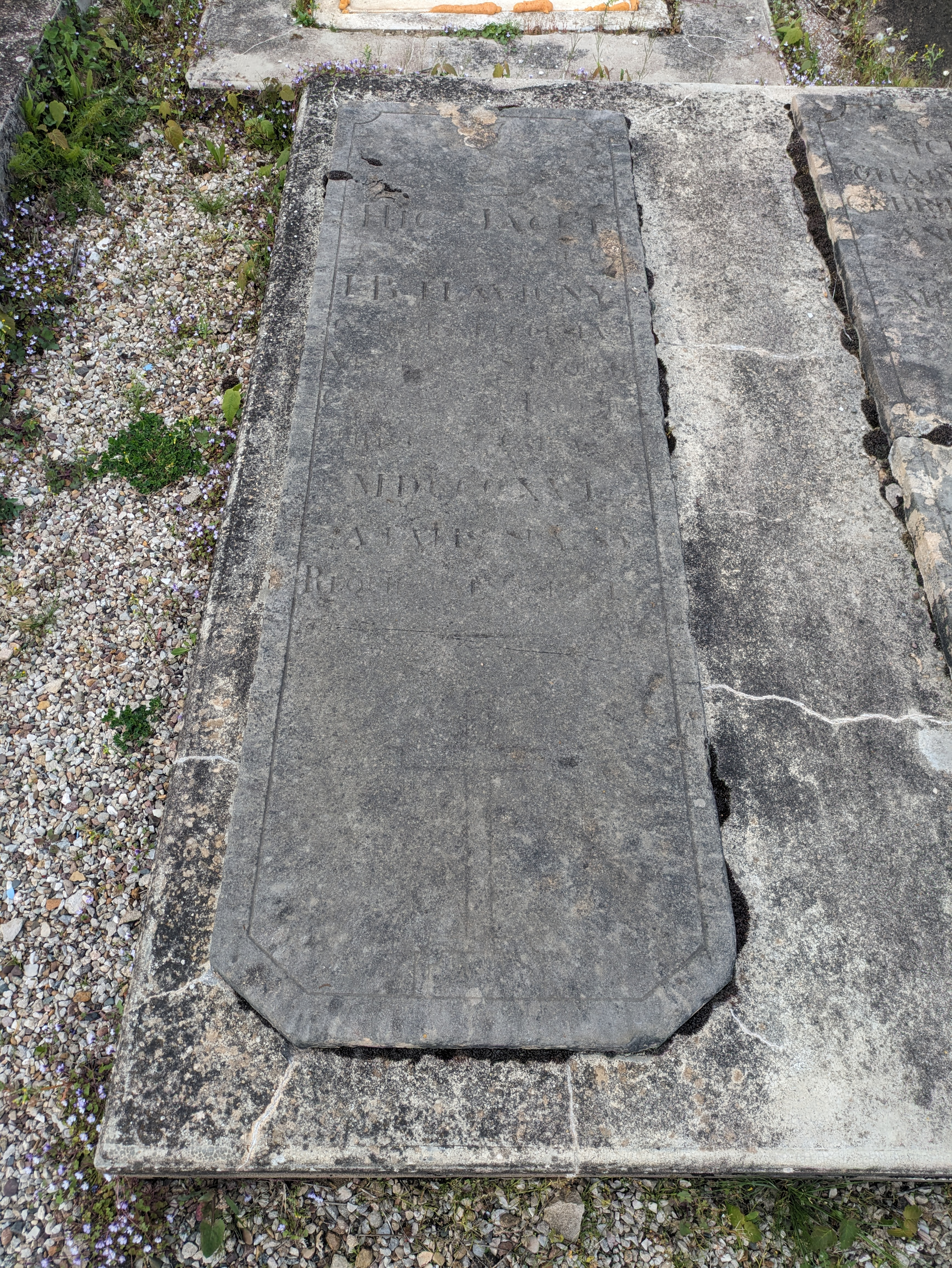
La tombe de Jean-Baptiste Flavigny